# Campeonato Húngaro de Futebol de 1948–49
O Campeonato Húngaro de Futebol de 1948–49, denominada oficialmente de Nemzeti Bajnokság I 1948–49, foi a 46ª edição da competição máxima do futebol húngaro. O campeão foi o Ferencváros que conquistou seu 17º título húngaro. O artilheiro foi Ferenc Deák do Ferencváros com 59 gols.

## Classificação
| Pos. | Equipes      | Pts | J  | V  | E | D  | GP  | GC  | SG  | Classificação ou Rebaixamento               |
| ---- | ------------ | --- | -- | -- | - | -- | --- | --- | --- | ------------------------------------------- |
| 1    | Ferencváros  | 53  | 30 | 26 | 1 | 3  | 140 | 36  | 104 | Campeão                                     |
| 2    | MTK          | 42  | 30 | 18 | 6 | 6  | 91  | 38  | 53  |                                             |
| 3    | Kispest      | 41  | 30 | 19 | 3 | 8  | 94  | 46  | 48  |                                             |
| 4    | Újpest       | 41  | 30 | 18 | 5 | 7  | 89  | 47  | 42  |                                             |
| 5    | Csepel       | 35  | 30 | 15 | 5 | 10 | 67  | 66  | 1   |                                             |
| 6    | Szentlőrinci | 34  | 30 | 13 | 8 | 9  | 39  | 44  | –5  |                                             |
| 7    | Vasas        | 32  | 30 | 15 | 2 | 13 | 68  | 51  | 17  |                                             |
| 8    | MATEOSZ      | 29  | 30 | 12 | 5 | 13 | 67  | 53  | 14  |                                             |
| 9    | Győri        | 29  | 30 | 12 | 5 | 13 | 56  | 88  | –32 |                                             |
| 10   | Haladás      | 28  | 30 | 11 | 6 | 13 | 56  | 60  | –4  |                                             |
| 11   | Salgótarjáni | 26  | 30 | 10 | 6 | 14 | 58  | 69  | –11 |                                             |
| 12   | Soroksár     | 26  | 30 | 11 | 4 | 15 | 40  | 63  | –23 |                                             |
| 13   | Tatabánya    | 21  | 30 | 9  | 3 | 18 | 53  | 87  | –34 | Zona de rebaixamento à Nemzeti Bajnokság II |
| 14   | Szegedi      | 19  | 30 | 7  | 5 | 18 | 38  | 80  | –42 | Zona de rebaixamento à Nemzeti Bajnokság II |
| 15   | KISTEXT      | 12  | 30 | 4  | 4 | 22 | 40  | 104 | –64 | Zona de rebaixamento à Nemzeti Bajnokság II |
| 16   | Goldberger   | 12  | 30 | 4  | 4 | 22 | 24  | 88  | –64 | Zona de rebaixamento à Nemzeti Bajnokság II |

## Premiação
| Campeonato Húngaro de 1948–49    |
| Hungria                          |
| -------------------------------- |
| FERENCVÁROS Campeão (17º título) |

## Artilheiros
| Pos. | Jogador           | Equipe      | Gols |
| ---- | ----------------- | ----------- | ---- |
| 1    | Ferenc Deák       | Ferencváros | 59   |
| 2    | Ferenc Puskás     | Kispest     | 46   |
| 3    | Ferenc Szusza     | Újpest      | 37   |
| 4    | Sándor Kocsis     | Ferencváros | 33   |
| 5    | Gyula Szilágyi    | Vasas       | 28   |
| 6    | Nándor Hidegkuti  | MTK         | 26   |
| 7    | Gyula Balla       | Tatabánya   | 19   |
| 8    | Zoltán Czibor     | Ferencváros | 18   |
| 8    | Mihály Keszthelyi | Csepel      | 18   |
| 10   | István Kovács     | Haladás     | 17   |
| 10   | János Zsolnai     | MATEOSZ     | 17   |